# Modryń-Kolonia
Modryń-Kolonia is een plaats in het Poolse district  Hrubieszowski, woiwodschap Lublin. De plaats maakt deel uit van de gemeente Mircze en telt 400 inwoners.